# كتاب الحرية (فلم)
كتّاب الحرية (بالإنجليزية: Freedom Writers) هو فيلم دراما حقيقية تم إنتاجه في الولايات المتحدة وصدر في سنة 2007. الفيلم من إخراج ريتشارد لاجرافينيز.

الفيلم يروي قصة حقيقية وواقعية تستند على العمل الأدبي يوميات كتاب الحرية لكاتبته إرين غرويل وقسمها التي تدرسه، أين كتبوا هذه المذكرات معا، لذلك هذه قصة حقيقية.

المعلمة الحقيقية إرين غرويل وطلاب قسمها الحقيقي قاموا بإنشاء مؤسسة كتاب الحرية وذلك لنشر هذه التجربة في كل الولايات المتحدة.

## القصة
معلمة طموحة تبدأ التعليم في ثانوية للأيتام وأبناء الشوارع والذين يعانون من رفض المجتع لهم والمشتتين اجتماعيا وعاطفيا بهدف دمجهم مع بقية المراهقين من جيلهم. في البداية تعرف هذه المدرسة بتكوين عدة تجمعات داخلها على أساس الأصل والعرق واللون، كل جزء من التلاميذ ينتمي لأحد المجموعات وينبذ الأخرين، يوجد أربعة مجموعات كبيرة، البيض أو ذوي البشرة البيضاء، ذوي البشرة السوداء أو الأمريكيون الأفارقة، الأمريكيون الاتينيون، الأمريكيون الآسيويون. تواجه هذه المعلمة العديد من الصعوبات في التأقلم مع القسم والتقرب من الأخرين في محاولة منها لإدماج التلاميذ والتقريب بينهم وحثهم على عدم التفرقة والتآخي، ثم تنجح بفضل أسلوبها الحذق في ان توافق بينهم وفي تنمية روح المحبة لديهم. كذلك يتعلق بها طلابها وتواصل هي تعليمهم مع اضطرارها لان تعمل في وظائف اضافية لتامين الكتب اللازمة لهم لتنمية قدراتهم الاكاديمية مما يسبب لها مشاكل مع زوجها.

## توزيع الأدوار
| الممثل             | الدور في الفيلم        | الدور في الفيلم    |
| ------------------ | ---------------------- | ------------------ |
| هيلاري سوانك       | إرين غرويل             | Erin Gruwell       |
| باتريك ديمبسي      | سكوت كاسي              | Scott Casey        |
| سكوت جلين          | ستيف غرويل (والد إرين) | Steve Gruwell      |
| إيملدا ستونتون     | مارغاريت كامبل         | Margaret Campbell  |
| جون بنجامين هيكي   | برايان غيلفورد         | Brian Gelford      |
| أبريل لي هيرنانديز | إيفا بينيتيز           | Eva Benitez        |
| ماريو              | أندريه براينت          | Andre Bryant       |
| جايزون فين         | ماركوس                 | Marcus             |
| فانيتا سميث        | براندي روس             | Brandy Ross        |
| أنطونيو غارسيا     | ميغيل                  | Miguel             |
| جاكلين نغان        | سيندي نغور             | Sindy Ngor         |
| كريستين هيريرا     | غلوريا موناز           | Gloria Munez       |
| غابريل شافاريا     | تيتو                   | Tito               |
| هنتر باريش         | بن صامويالز            | Ben Samuels        |
| جيوفوني صامويالز   | فيكتوريا               | Victoria           |
| دينس وايات         | جمال هيل               | Jamal Hill         |
| سرجيو مونتالفو     | أليخاندرو سانتياغو     | Alejandro Santiago |
| روبرت ويزدوم       | الدكتور كارل كوهين     | Dr. Carl Cohn      |
| ويل موراليس        | باكو                   | Paco               |
| ريكاردو مولين      | والد إيفا              | Eva's Father       |
| أنجيلا ألفارادو    | والدة إيفا             | Eva's Mother       |
| أنجيلا سارجينت     | والدة ماركوس           | Marcus' Mother     |
| ميب جيس            | ميب جيس                | Miep Gies          |
| شيل كونغ           | ستور أونر              | Store Owner        |
| أرموند جونز        | غرانت ريس              | Grant Rice         |

## معلومات فنية
- العنوان: (بالإنجليزية: Freedom Writers)، (بالفرنسية: Écrire pour exister)، (بالعربية: كتاب الحرية).
- المخرج: ريتشارد لاجرافينيز.
- السيناريو: ريتشارد لاجرافينيز استنادا على كتاب يوميات كتاب الحرية لكاتبته إرين غرويل.
- نوع الفيلم: دراما حقيقية (قصة واقعية).
- الموسيقى: مارك إشام.
- تصوير: جيم دونولت.
- مونتاج: دافيد موريتز.
- ديكور: لورونس بينيت.
- أزياء: سيندي إيفانس.
- إنتاج: داني ديفيتو، تراسي دورنينغ، دنيال أس ليفين، نان موراليس، مايكل شامبيرغ، ستاسي شير، هيلاري سوانك.
- شركة الإنتاج: باراماونت بيكتشرز، دوبل فيوتشرز فيلمز، أم تي في فيلمز، جيرسي فيلمز.
- الميزانية: 21 مليون دولار أمريكي.
- بلد الأصل:  الولايات المتحدة.
- لغة الأصل: إنجليزية.
- شكل: ألوان - 1.85:1 - DTS/دولبي ديجيتال/SDDS - 35 مم.
- المدة: 123 دقيقة.
- تاريخ الإصدار: 5 يناير 2007 (الولايات المتحدة)، 14 مارس 2007 (فرنسا وبلجيكا).

## الميزانية والإيرادات
بلغت تكلفة إنتاج الفيلم حوالي 21 مليون دولار بينما حقق أرباحا تقدر بـ 43,090,741 دولار.

## الجوائز
- جائزة هيومانيتاس (Humanitas Prize) في 2007.
- ترشيح لجائزة أفضل سيناريو في جائزة صورة الجمعية الوطنية لتقدم الملونين (NAACP Image Awards) في 2008.

## مقالات ذات صلة
- يوميات كتاب الحرية
- إرين غرويل
- مؤسسة كتاب الحرية

## وصلات خارجية
- مقالات تستعمل روابط فنية بلا صلة مع ويكي بيانات
- الموقع الرسمي لمؤسسة كتاب الحرية، وهي مؤسسة أنشأت من قبل المعلمة إرين غرويل والطلاب الحقيقيين.